# Jubilee (album)
Albums de Grant Lee Buffalo
Copperopolis
(1996)
Jubilee est le quatrième et dernier album du groupe américain Grant Lee Buffalo. Il est sorti le 9 juin 1998.

## Pochette de l'album
On voit de loin des pyramides et au début, un grand cabaret.[Quoi ?]

## Liste des pistes
- APB
- Seconds
- Change your tune
- Testimoney
- Truly,truly
- SuperSloMotion
- Fine howd ya do
- Come to mama,She say
- 8 mile road
- Everbody Needs a little sanctury
- My my my
- Crooked dice
- Jubilee
- The shallow end

## Musiciens
- Grant Lee Phillips : chant, guitare, melotron
- Joey Peters : batterie
- Dan Rothchild : basse, chœurs
- Jon Brion: piano, vibraphone
- Rami Jaffee: orgue B3